# 47 Dywizja Piechoty (III Rzesza)
47 Dywizja Piechoty (niem. 47. Infanterie-Division) – niemiecka dywizja z czasów II wojny światowej, sformowana na mocy rozkazu 1 lutego 1944 roku przez VI Okręg Wojskowy w okolicach Calais. Jednostkę utworzono na bazie 156 Dywizji Rezerwowej. 17 września 1944 r. została przekształcona w 47 Dywizję Grenadierów Ludowych (47. Volksgrenadier-Division).

## Struktura organizacyjna
- Struktura organizacyjna w lutym 1944 roku:

103, 104, 115 pułk grenadierów, 147 pułk artylerii, 147 batalion pionierów, 147 batalion fizylierów, 147 oddział przeciwpancerny, 147 oddział łączności, 147 polowy batalion zapasowy;
- Struktura organizacyjna w grudniu 1944 roku:

103, 104 i 115 pułk grenadierów, 147 pułk artylerii, 147 batalion pionierów, 147 dywizyjna kompania fizylierów, 147 oddział przeciwpancerny, 147 oddział łączności, 147 polowy batalion zapasowy;

## Dowódcy dywizji
- gen. por. Otto Elfedt (od 1 lutego 1944 do czerwca 1944)
- gen. mjr Carl Wahle (od 30 lipca 1944 do 4 września, gdy dostał się do niewoli)
- gen. por. Siegfried Macholz (od 4 września 1944)
- gen. por. Max Bork (od 17 września 1944)
- płk von Grundherr (marzec 1945)
- płk Langesee (kwiecień 1945)
- gen. mjr Hauser (kwiecień 1945)

## Szlak bojowy
Po utworzeniu dywizja była aktywna w Normandii, później walczyła nad Mozą, gdzie poniosła ciężkie straty. Została odbudowana w Danii, poprzez wchłonięcie 577 Dywizji Grenadierów Ludowych, która była w początkowej fazie formowania. Później walczyła w Nadrenii pod Akwizgranem, szlak bojowy zakończyła pod Münsingen poddając się Amerykanom.